# Mastigodiaptomus nesus
Mastigodiaptomus nesus är en kräftdjursart som beskrevs av Bowman 1986. Mastigodiaptomus nesus ingår i släktet Mastigodiaptomus och familjen Diaptomidae. Inga underarter finns listade i Catalogue of Life.